# Uwe Bracht
Uwe Bracht (Bréma, 1953. július 10. – 2016. november 11.) német labdarúgó, középpályás.

## Pályafutása
Az ATS Buntentor csapatában kezdte a labdarúgást, majd a Werder Bremen korosztályos együttesében folytatta. 1971-ben mutatkozott be a Werder csapatában, ahol egész pályafutását töltötte. Összesen 309 élvonalbeli mérkőzésen szerepelt és 26 gólt szerzett. Tagja volt az 1982–83-as idényben bajnoki ezüstérmes csapatnak. 1984-ben vonult vissza az aktív labdarúgástól.

## Sikerei, díjai
Werder Bremen
- Nyugatnémet bajnokság (Bundesliga)
  - 2.: 1982–83